# Síndrome d'alienació parental
La síndrome d'alienació parental o SAP és un constructe inventat per treure i silenciar la paraula de les criatures en els jutjats, quan aquestes verbalitzen maltractament i abús sexual per part del pare o de la figura que representa al pater familias.
La síndrome d'alienació parental no existeix, va ser inventada Richard Gardner, per persuadir i convèncer al sistema de protecció de menors, i que així els jutges i jutgesses deixin impunes els agressors, i es posi així el punt de mira sobre la mare de la criatura, que es qui vol protegir-la al màxim, i el sistema patriarcal és qui aplicant la síndrome està provocant aquesta violència institucional sobre la víctima. i llavors queda com que l'aplicació del SAP és violència institucional sobre la criatura i la seva mare.
Sempre apareix el SAP a nivell judicial en procediments civils de custodia i penals i aleshores s'arxiva la querella, ja que ho valoren com a un "conflicte entre progenitors", i treuen el punt de mira de la criatura i del maltractament que ha patit, per tant si no hi hi condemna penal, el nen i la nena ha de viure amb el progenitor pretesament abusador, construint un patró estructural tal com es pot veure en l'anàlisi a l'Estudi de Violència institucional contra les mares i la infància, amb l'aplicació de la síndrome d'alienació parental, creat per la Universitat Complutense de Madrid, la Universitat Autònoma de Barcelona amb el seu Grup d'investigació Antigona i l'Institut de Drets Humans de la Universitat de València", per encàrrec del Ministeri d'Igualtat i la Delegació de Govern de Violència de Gènere.

## Origen
Aquesta síndrome és un constructe psicojurídic que comença a fer-se servir en els jutjats dels Estats Units, cap l'any 1985, quan es produeixen denúncies per violència sexual o violència masclista, en l'àmbit familiar. El seu autor va ser un psiquiatre forense estatunidenc, Richard Gardner, que formulà aquesta suposada síndrome amb una absència total de rigor científic.
El SAP i tot el seu constructe, manté que les criatures poden ser manipulades psicològicament per denunciar un dels progenitors. En els EUA sorgeix com a reacció als avenços aconseguits per les dones en les dècades dels anys 60 i 70, ja que entre els èxits d'aquestes dècades estava la visibilització de les violències i els abusos sexuals intrafamiliars, l'avortament i l'alliberació sexual.
L‘obra principal d'aquest autor és True and false accusations of child sex abuse, va anar publicant diversos llibres i al llarg de la seva obra queda explicada, pas per pas, de com cal crear una situació en què si la mare denuncia abús sexual, mai tingui credibilitat, formant amb aquesta ideologia els treballadors socials i psicòlegs per tal que un abusador surti impune d'una acusació penal, tot evitant així una condemna.
L'OMS i les principals societats mèdiques del món com l'Associació Americana de Psicologia, el Consell del Poder Judicial a Espanya, o l'Associació Espanyola de Neuropsiquiatria rebutgen aquesta síndrome ja que consideren que és un maltractament infantil que defensa les denúncies falses d'abús sexual, promogudes pel progenitor alienant, que cerca destruir els vincles de la criatura amb l'altre progenitor que sempre acostuma a ser la mare, que busca destruir els vincles de la criatura amb l'altre progenitor. Encara que Gardner a la seva definició de SAP, involucra a qualsevol dels dos progenitors, en quasi la totalitat dels casos, en un 90%, és la mare el progenitor alienant.
Aquesta síndrome fa que la demanda per violència sexual paterna o la denúncia per violència masclista desaparegui de la investigació penal oberta als jutjats, i es faci servir en contra de les mares, que són les que demanden per protegir les seves criatures. S'invisibilitzen els drets de la infància, tot afirmant que les criatures són totalment mal·leable, que la mare implanta falses memòries a la nena, nen o jove, contra el pare, la instrumentalitza o manipula en el procediment judicial, i obstaculitza la relació paterna. La solució segons Gardner és la teràpia de l'amenaça que s'aplica quan hi ha un procés penal obert per la mare, o per un metge o psicòleg i passa als jutjats de família, una vegada arxivada la causa penal o en ple procés penal. S'amenaça amb apartat, i s'aparta de fet a l'infant del progenitor alineant és a dir de la mare, per donar la custodia al progenitor que la nena o nen rebutja, el pare. S'anul·la a l'infant de qualsevol presa de decisions, de qualsevol escolta i se'l la sotmet als drets del pater familias.
Això fa que el infants mai tinguin un seguiment psicològic i acabin traient a les mares en els procediments civil, la pàtria potestat de portar a la seva criatura a fer tractaments mèdics i psicològics, i acaben retirant totalment a les mares, la pàtria potestat, de manera que pare violent pot mantenir el silenci del nen o nena o adolescent.
Aquest síndrome s'aplica a diferents països com a França, Argentina, Portugal, Brasil, Israel, Grècia, Itàlia, Anglaterra, etc. L'ONU adverteix que el SAP s'aplica a tot el món per encobrir la violència de gènere i els abusos sexuals a menors.

## Legalitat: punts rellevants
La síndrome d'alienació parental, es una síndrome inexistent, un constructe inventat, que crea indefensió i discriminació a la víctima, i així en la Llei 17/2020, de 22 de desembre, de modificació de la Llei 5/2008, del dret de les dones a erradicar la violència masclista, va quedar aprovat que l'aplicació del SAP es Violència Institucional.
A on a l'article 4. Modificació de l'article 5 de la Llei 5/2008 que queda redactat de la manera següent:
| « | Article 5. Àmbits de la violència masclista. La violència masclista es pot manifestar en alguns dels àmbits següents: Sisè. Violència a l'àmbit institucional: accions i omissions de les autoritats, el personal públic i els agents de qualsevol organisme o institució pública que tinguin per finalitat endarrerir, obstaculitzar o impedir l'accés a les polítiques públiques i a l'exercici dels drets que reconeix aquesta llei per assegurar una vida lliure de violència masclista, d'acord amb els supòsits inclosos a la legislació sectorial aplicable. La manca de diligència deguda, quantitativa i qualitativa, en l'abordatge de la violència masclista, si és coneguda o promoguda per les administracions o esdevé un patró de discriminació reiterat i estructural, constitueix una manifestació de violència institucional. Aquesta violència pot provenir d'un sol acte o pràctica greu, de la reiteració d'actes o pràctiques de menor abast que generen un efecte acumulat, de l'omissió d'actuar quan es conegui l'existència d´un perill real o imminent, i de les pràctiques o omissions revictimitzadores. La violència institucional inclou la producció legislativa i la interpretació i aplicació del dret que tingui per objecte o provoqui aquest mateix resultat. La utilització de la síndrome d'alienació parental també és violència institucional. | » |

Per entendre que no es pot donar veracitat a questa síndrome, per les greus conseqüències s'ha creat "La llei Estatal coneguda com la LOPIVI": LO 8/2021, de 4 de juny, de protecció integral a la infància y la adolescència en front a la violència, a aquesta llei s'ha de tenir en compte que hi ha dues ocasions en les quals el text s'hi refereix:
En el Títol I sobre els drets dels nens, nenes i adolescents davant a la violència, l'article 11 descriu aquest dret de les víctimes han de ser escoltades en el següent sentit:
| « | 3. Els poders públics prendran les mesures necessàries per impedir que plantejaments teòrics o criteris sense aval científic que presumin d´interferència o manipulació adulta, com el nomenat síndrome d´alienació parental, puguin ser agafats en consideració" | » |

En segon lloc, el Títol III de la LO 8/21 regula la sensibilizació, prevenció i detecció precoç. En el seu Capítol III destinat a l'àmbit familiar inclou un article 26 que aborda la prevenció en l'àmbit familiar en els següents termes: 
| « | 3. Les mesures a què fa referència l'apartat anterior han d'estar enfocades a: a) Promoure el bon tracte, la corresponsabilitat i l'exercici de la parentalitat positiva. Als efectes d'aquesta llei, s'entén per parentalitat positiva el comportament dels progenitors, o dels que exerceixin funcions de tutela, guarda o acolliment, fonamentat en l'interès superior del nen, nena o adolescent i orientat a que la persona menor d'edat creixi en un entorn afectiu i sense violència que inclogui el dret a expressar la seva opinió, a participar i ser pres en compte en tots els assumptes que l'afectin, l'educació en drets i obligacions, afavoreixi el desenvolupament de les seves capacitats, ofereixi reconeixement i orientació, i permeti el seu ple desenvolupament en tots els ordres. En cap cas les actuacions per promoure la parentalitat positiva han de ser utilitzades amb altres objectius en cas de conflicte entre progenitors, separacions o divorcis, ni per la imposició de la custòdia compartida no acordada. Tampoc no ha de ser relacionada amb situacions sense aval científic com la síndrome d'alienació parental (…). | » |

## Conseqüències de l'aplicació de la síndrome
Aquesta violència està aplicada per agents governamentals, jurídics i funcionaris on no compleixen les seves funcions, incloent normes, protocols, pràctiques i ideologia misògina sense cap objectivitat amb prejudicis cap a les dones, i els seus fills, aquests agents, al·legant que tant la criatura com la mare, estan mentint, davant la situació de violència per fer mal al pare.
Richard Gardner, sostenia que moltes dones davant una situació de divorci, renten el cervell a l'infant per a què digui el que la mare vol. Aquestes persones que l'apliquen treballen dins de les institucions; jutjats, serveis socials, hospitals, psicòlegs, treballadors socials, tots fan un ús del seu poder, fent molt mal a la vida dels ciutadans afectats i reforcen els seus mecanismes establerts de dominació, vulnerant els drets d'aquests nens i les seves mares. La ideologia d'aquestes persones es completament masclista, plena de biaixos de gènere, utilitzant les seves eines de poder i càstig deixant a les mares sense les custodies del seus fills (seguint la "teoria de l'amenaça", segons Richard Gardner, provocant arrancaments), i veuen els seus fills o filles en punts de trobada dues vegades al mes, perquè s'inverteix la idea que la maltractadora psicològica és la mare, sense cap tipus d'argumentació ni seguiment psicològic o psiquiàtric de la mare, ni de cap de les criatures, sense cap objectivitat, i sempre, sense tenir la presumpció d'innocència. Elaboren informes que no són prudents davant les conseqüències tan greus que pot provocar la separació brutal de una criatura amb la seva mare. I la justícia finalment acaba deixant a l'infant en mans del potencial maltractador aïllant-lo del seu únic vincle de protecció que té, que és la mare, la única que el creu i l'escolta. Llavors qui viu en una presó és l'infant, com a càstig per expressar les seves vivències de maltractament.

## Desacreditació professional
Aquesta síndrome està desacreditada científicament i no està aprovada pel Poder Judicial d'Espanya, per l'Associació Americana de Psiquiatria, per l'OMS, ni per l'Associació de Neuropsiquiatria espanyola. El Consell Estatal de Traballadors Socials espanyol també es posiciona en contra la SAP.
La situació és tan greu que dintre del Dret Internacional, a l'ONU, la relatora especial de les Nacions Unides sobre la violència contra la dona, les seves causes i les seves conseqüències, Reem Alsalem exposa que de manera urgent s'ha de prohibir l'aplicació d'aquesta síndrome inexistent. I la delegada de Govern de Violència de Gènere a l'Estat Espanyol, Victoria Rossell Aguilar, a través d'un estudi a diferents Universitats a Espanya, dona dades de com aquesta síndrome esta afectant a les dones i als infants i crea discriminació i violència institucional.
També la fiscal de sala contra la Violència sobre la Dona, Teresa Peramato Martín, manifesta que aquesta síndrome es maltractament a la infància, a la Trobada Internacional Feminista el 25 de febrer a Madrid, organitzat pel Ministeri d' Igualtat, on va afirmar:
| « | El Síndrome de Alienación Parental no existe, es un invento y parte de presupuestos falsos: que el niño miente, que la madre es malvada y el padre es bueno. Y la respuesta es la terapia de la amenaza. El niño acaba con el padre o institucionalizado y la madre sin la custodia. | » |

La fiscalia general de l'Estat, a través de la Fiscal de Sala, es va pronunciar al novembre del 2022, amb unes Conclusions d'un seminari de fiscals de violència de gènere, exposant el perill de l'aplicació del SAP.
Aquest síndrome inventat forma part dels biaixos i estereotips de gènere en el camp psicojurídic, tal com es constata en els últims anys, organismes internacionals com l'Organització de Nacions Unides, i el grup de treball sobre la discriminació contra les dones i nenes de Nacions Unides, la Convenció sobre l'eliminació de totes les seves formes de Discriminació contra la Dona (CEDAW, sigles en anglès), la Relatora Especial sobre la Violència contra la Dona de Nacions Unides, el Grup d'Expertes en la Lluita contra la Violència de les Dones i la Violència Domèstica (GREVIO) i el Comitè d'Expertes del Mecanisme de Seguiment de la Convenció de Belém do Pará (MESECVI) del Sistema Interamericano. Aquest reconeixement de la vulneració dels Drets Humans per part d'aquestes instàncies internacionals, que suposa l'aplicació del SAP, ve d'una lluita profunda i de militància directa de moltes mares, professionals del camp de la psiquiatria, psicologia, pediatria, medicina, treball social, advocacia activista, etc., però abans de res de la valentia d'una infància que es rebel·la davant l'incest i alça la seva veu.
A Catalunya al 2020, diferents diputades es van pronunciar que dintre del sistema públic de la salut i judicial, s'estava aplicant aquesta síndrome.
Així podem dir que la Síndrome d'alienació parental no existeix, va ser inventada per persuadir al sistema de protecció de menors, per això està instaurat als jutjats, i és recolzada moltes vegades pels tècnics dels equips psicosocials, fent que els jutges i jutgesses deixin impunes als agressors, i es posi així el punt de mira sobre la mare del nen, que es qui vol protegir al màxim a la seva criatura. I el sistema patriarcal es el que aplicant la síndrome esta provocant aquesta violència institucional sobre la víctima.

## Mecanismes, evolució i actuacions
Després que la criatura verbalitza la situació de maltractament, la família o el psicòleg ha de fer una denúncia als jutjats, per via pediàtrica, policial o als serveis socials on el relat o les proves de violència sexual son qüestionades, i s'acusa a la mare, que normalment es el familiar de més confiança per la criatura, de manipular o instrumentalitzar la ment del nen o nena contra el pare presumpte maltractador, llavors el pare passa a ser la víctima de tots els procediments penals i civils.
El 80% dels casos dels procediments penals que denuncien incest són arxivats. I segons l'Estudi de Violència Institucional contra les mares i la infància, el 40% de las absolucions de las denúncies d'abús sexual, és una data que crida l'atenció i que podria estar relacionada, entre altres factors, amb l'aplicació del SAP. I com va dir el Defensor del Poble, també tenim un greu problema amb els abusos sexuals a la família que són en un 60% dels abusos infantils. En els procediments civils llavors, el que arriba d'informació sobre la postura maliciosa i negligent de la mare, fa que com que no ha passat cap maltractament, degut a què no hi ha condemna penal, si la mare no compleix el règim de visites, s'actua canviant la custodia al pare, fins i tot en casos extrems, depenent del jutge o jutgessa, o el grau de desobediència, per protegir al teu fill o filla, la situació pot acabar amb un "arrancament", que suposa treure la custodia, i fins i tot la pàtria potestat a la mare, i pot estar anys sense tornar a veure la criatura, o tutela la comunitat on es viu a la criatura, i es queda a una casa d'acollida, o entregat directament al pare, el qual té la demanda penal de violència sexual, arxivada a primera instància. I la mare pot acabar a la presó, si desobeeix a la resolució judicial, d'entrega directa al pare, i llavors apareixen delictes per substracció o suposats de substracció de menors.
Una vegada que el SAP entra a qualsevol document del procediment, ja sigui per un informe d'un metge, treballador social, psicòleg, es fa una reelectura dels fets, una reesignificació. I la violència sexual o violència masclista s'arxiva. Els autos penals carregats d'estereotips de gènere (mare maliciosa, mare negligent, preocupació excessiva i mòrbida, interferències maternes, creences i pensaments materns, falsa memòria en el nen o nena...) passen als jutjats de família, on el pare reclama la custodia, i els seus drets de pater familias. Les mares es veuen obligades a desobeir, en la seva obligació marental allà on el sistema no protegeix. Aquesta violència institucional reesignifica la protecció de les criatures, i ho converteix en desobediència i fins i tot en substracció. En el 65% dels casos, aquestes actuacions acaben en "arrancaments". Les autoritats públiques contra la voluntat de les criatures, les separen de les seves mares, i silencien les seves veus, garantint la impunitat dels delictes, sotmeten un alt grau de patiment a la infància, com va denunciar en una comunicació el relator de la tortura junt amb diferents experts de la ONU a l'estat espanyol al gener del 2022. És tan greu la indefensió que produeix als infants, que també a Extremadura han intervingut sobre el tema, i encara queda per a què totes les comunitats espanyoles tinguin una llei com la autonòmica que es té a Catalunya.
L'informe de la relatora de la ONU recull que Espanya és l'únic país del món que recull en una llei l'advertència de que les administracions han d'abstenir-se de la utilització del SAP o qualsevol forma de pseudociència. La violència institucional rebuda fa que no s'escoltin els infants en els jutjats, és un maltractament directe sobre la infància i les seves mares, no només psicològic, sinó també verbal, econòmic per la imposició de costes judicials i les pensions mensuals cap a la criatura, i diferents tipus de violències, això durant llargs anys, ja que la justícia es precària i lenta, i no té perspectiva de gènere, com va exposar una mare protectora, a la trobada a Madrid organitzada pel Ministeri de Igualtat, en el Encuentro Internacional Feminista on exposava totes les vulneracions de drets que es fan sobre les mares i la infància, demanant justícia, veritat i reparació pels infants i les seves mares a Espanya.
Ha de quedar clar que la mare acaba perdent la pàtria potestat a poc a poc i deixa de tenir drets sobre la criatura, tots els drets se'ls atorguen al pàter familia.
Per això, moltes vegades apareix la retractació, on el nen o la nena està totalment derrotat, ja que pateixen la revictimització secundària, En la Trobada de Violència Institucional a Granada al març 2023, la investigadora Débora Ávila, professora de la Universitat Complutense de Madrid, de l'Estudi de Violència Institucional contra les mares i la infancia, explica molt bé la situació i que llavors quan un nen es retracta si que se'l creu, mentre que al 86% de les criatures no les creuen, i també detalla que el 72% de les criatures no han tingut una escolta adequada, ja que han anat acompanyats amb el pare de la mà, han estat entrevistats en ambients intimidatoris, i moltes vegades dirigint les seves respostes.
La reacció finalment dels nens i nenes, es que evolucionen, creixen, i han après a sobreviure, i s'han d'aliar i intentar viure amb el seu agressor, el sotmetiment, por, i maltracte continu, i ha de fer la vida agradable al seu agressor, degut a què cada dia ha de conviure amb ell, sense saber quan tornarà a veure a la seva mare,i sense acabar d'entendre la situació, llavors han d'aprendre a viure així, tant, que d'adults és més fàcil continuar vivint així, i no afrontar la seva realitat, ja que son infants que mai han fet teràpia, i no s'han pogut empoderar, i l'autoestima la tenen totalment pel terra. Son casos molt durs, a on la violència vicària també apareix, sense cap dubte, ens els casos de violència institucional, provocant una veritable tortura.
Amb els anys, aquestes mares, han acabant sent nomenades com a "mares protectores", són les progenitores protectores, mares que han volgut protegir les seves criatures, i el sistema se'ls ha posat en contra. Han passat a ser el botxí, i el maltractador, la víctima, deixant completament fora a la criatura, i posant el focus d'atenció sobre la mare.
I tot perquè es parteix com a base que la dona està boja i manipula la ment de la criatura, provocant una separació i desaferrament enorme del seu víncle, ja que poden arribar a no veure's durant molts anys, i més si la mare entra a presó.
No té cap suport científic, però si un fort component ideològic dins del poder judicial per disciplinar les donesi terroritzar a la infància, provocant violència vicaria i institucional.
Això és degut a la discriminació de sexe que existeix en el sistema patriarcal sobre la dona, es desprestigia la figura materna, amb eufemismes i estereotips de gènere i prejudicis, tot fet sense rigor, sense argumentació i sense prudència, provocant un fatídic final sobre la criatura. Per això s'han creat les lleis de protecció d'infància a l'actualitat.
El SAP està creat per que la mare pari ja de lluitar, i no tregui a la llum la veritat, les amenaces a la mare són continues per part de serveis socials, els punts de trobada i els jutjats, frases com: "t'has d'adaptar, i treure les creences i pensamentsde l'abús del cap, ja no li tornarà a fer, has de obeir, el temps passa ràpid, i de seguida la teva criatura creixerà".
Tot això és degut al fet que no hi ha perspectiva d'infància als jutjats, i el sistema patriarcal, des de la universitat s'estudia tot, en vers del patriarcat i la perspectiva de gènere no apareix en cap lloc, ni hospitals, ambulatoris, escoles...
La falta de coneixements sobre el fals SAP, sobre el dret, les lleis, dins de totes les entitats que envolten a la infància, fan que si no existeix la perspectiva d'infància, amb la mirada des del que pateix i com ho viu la criatura, que l'única manera seria proporcionar el màxim de saviesa sobre com la perspectiva de gènere por fer canviar una realitat distorsionada i tergiversada, respectant els drets dels ciutadans, com son els nens i nenes, i a les seves mares. L'escolta activa i eficient, amb professionals experts, es el primer que s'ha de fer, i això es inexistent en el sistema actual.